# كفر أبو شحاتة
قرية كفر أبو شحاتة هي إحدى القرى التابعة لمركز منيا القمح في محافظة الشرقية في جمهورية مصر العربية. حسب إحصاءات سنة 2006، بلغ إجمالي السكان في كفر أبو شحاتة 547 نسمة، منهم 270 رجل و277 امرأة.